# 스베인 튜구스케그

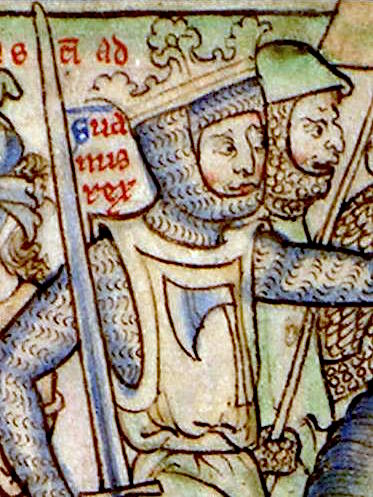
스베인 튜구스케그

스베인 튜구스케그(고대 노르드어: Sveinn Tjúguskegg, 노르웨이어: Svein Tjugeskjegg 스베인 튜게셰그[*], 덴마크어: Sven Tveskæg 스벤 트베스케그[*], 영어: Sweyn Forkbeard, 960년 ~ 1014년 2월 3일)는 바이킹의 지도자로서 잉글랜드와 덴마크, 노르웨이의 왕인 크누트 1세의 아버지이다. 덴마크의 국왕 스벤 1세(덴마크어: Svend I)에 해당한다. 스베인은 1000년에 노르웨이를 점령하였으며 1013년에 잉글랜드까지 점령하여 덴마크 북해 제국을 건설했다.
그는 덴마크 국왕인 푸른이빨왕 하랄드의 아들로서 987년 아버지를 상대로 반란을 일으켰다. 반란에 성공한 스베인은 왕위에 올랐는데 이 때 아들에 의해 왕위에서 쫓겨난 하랄드 왕은 독일의 벤틀란트로 도망쳤다. 995년 올라프 1세가 노르웨이의 왕위에 오르자 스베인은 올라프 1세의 노르웨이와 싸웠으며 한편 스웨덴의 국왕인 올로프 솃코눙(Olof Skötkonung) 및 노르웨이의 라데(Lade) 백작 에이리크 호콘손(Eirik Håkonsson)과 동맹을 맺었다. 이 동맹군은 1000년 스볼데르 전투에서 올라프 1세를 무찌르고 노르웨이를 점령한 뒤 명목상의 공동통치는 되었는데 실질적으로는 스베인이 노르웨이를 통치했다.
그 직후 스베인은 다시 잉글랜드쪽으로 진출을 꾀하게 되었고 1002년 11월 13일 성 브라이스 축일에 잉글랜드에서 데인인에 대한 대량 학살에 대한 복수로 1003년 ~ 1004년에 잉글랜드에 대대적인 원정대를 이끌고 쳐들어갔다. 그 후 스베인은 잉글랜드를 가만히 놔뒀다가 1013년 잉글랜드를 상대로 대승을 거뒀으며 이로 인하여 잉글랜드 전체의 왕으로 인정받았다. 스베인에게 패한 색슨인의 왕 에셀레드 2세는 노르망디로 망명했다. 이로 인하여 크누트에 의한 북해역 해양제국의 사실상의 기반을 마련하게 되었다. 또한 스베인의 거주지인 로스킬레는 사실상 덴마크의 수도가 되었다.
그러나 그로부터 1년이 채 안되어 스베인은 세상을 떠났으며 1014년 ~ 1016년에 노르웨이의 올라프 2세 하랄손은 덴마크와 싸워 독립을 쟁취하게 된다. 하지만 덴마크-잉글랜드 제국은 1042년까지 존속했다.